# Kruševo, Plav
Kruševo este un sat din comuna Plav, Muntenegru. Conform datelor de la recensământul din 2003, localitatea are 340 de locuitori (la recensământul din 1991 erau 656 de locuitori).

## Demografie
În satul Kruševo locuiesc 236 de persoane adulte, iar vârsta medie a populației este de 34,5 de ani (31,7 la bărbați și 37,4 la femei). În localitate sunt 78 de gospodării, iar numărul mediu de membri în gospodărie este de 4,36.
Populația localității este foarte eterogenă.
|  |

| Demografie | Demografie | Demografie |
| An         | Locuitori  | Locuitori  |
| ---------- | ---------- | ---------- |
|            |            |            |
|            |            |            |
|            |            |            |
|            |            |            |
| 1948       | 650        |            |
| 1953       | 736        |            |
| 1961       | 837        |            |
| 1971       | 801        |            |
| 1981       | 684        |            |
| 1991       | 656        | 523        |
| 2003       | 505        | 340        |

| \| Componența etnică conform recensământului din 2003[2] \| Componența etnică conform recensământului din 2003[2] \| Componența etnică conform recensământului din 2003[2] \| Componența etnică conform recensământului din 2003[2] \| Componența etnică conform recensământului din 2003[2] \| \| ----------------------------------------------------- \| ----------------------------------------------------- \| ----------------------------------------------------- \| ----------------------------------------------------- \| ----------------------------------------------------- \| \| \| \| \| \| \| \| Bosniaci \| Bosniaci \| \| 200 \| 58,82% \| \| Albanezi \| Albanezi \| \| 138 \| 40,58% \| \| Musulmani \| Musulmani \| \| 2 \| 0,58% \| \| necunoscută \| necunoscută \| \| 0 \| 0% \| |             |  |     |        |
| Componența etnică conform recensământului din 2003 |             |  |     |        |
| |             |  |     |        |
| Bosniaci | Bosniaci    |  | 200 | 58,82% |
| Albanezi | Albanezi    |  | 138 | 40,58% |
| Musulmani | Musulmani   |  | 2   | 0,58%  |
| necunoscută | necunoscută |  | 0   | 0%     |